# Campionati del mondo di canottaggio 2003

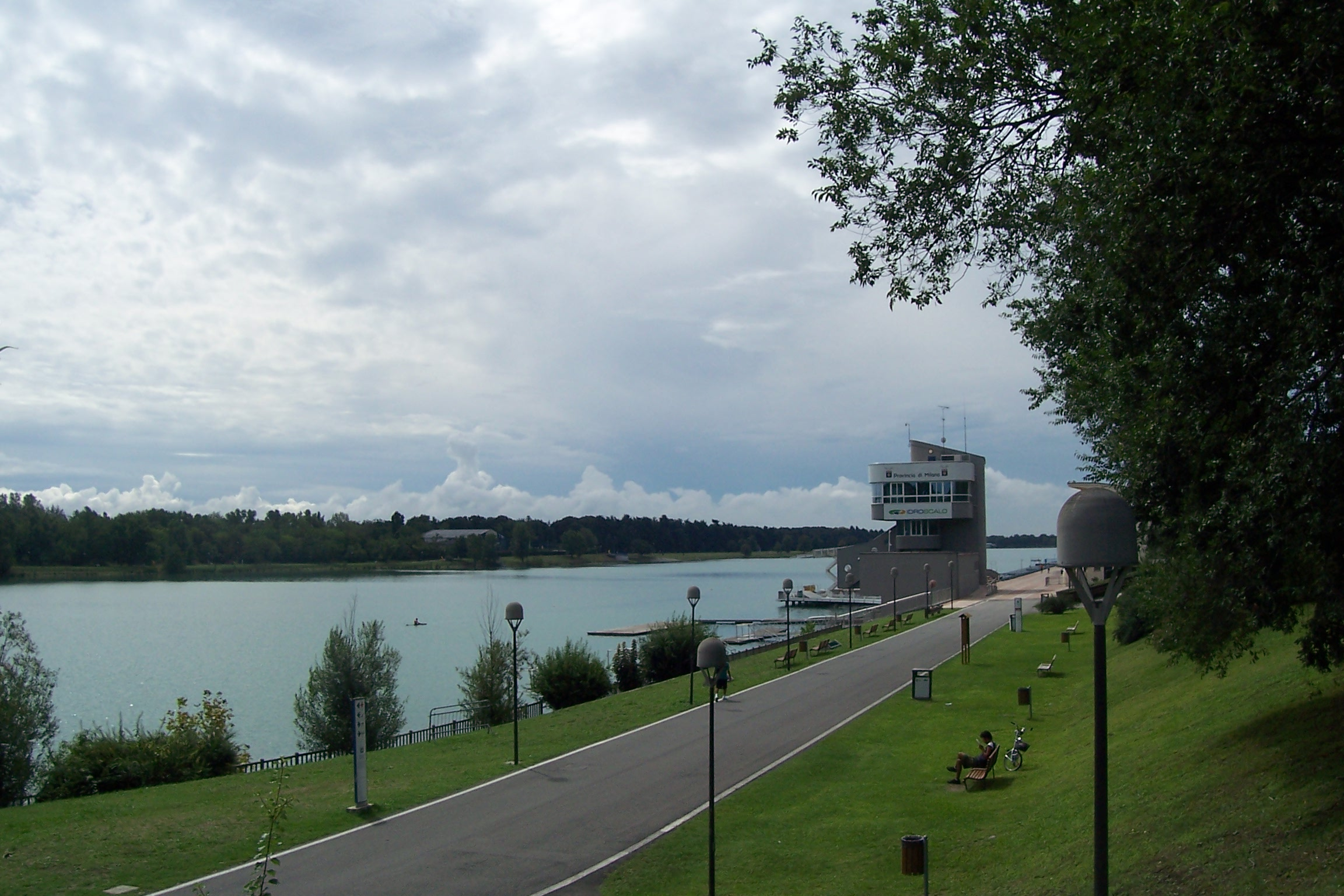
Idroscalo Milano - sede gara

I Campionati del mondo di canottaggio 2003 si sono disputati all'Idroscalo di Milano, in Italia.

## Medagliere
| Posizione | Paese         |    |    |    | Totale |
| --------- | ------------- | -- | -- | -- | ------ |
| 1         | Germania      | 4  | 4  | 7  | 15     |
| 2         | Stati Uniti   | 3  | 2  | 1  | 6      |
| 3         | Italia        | 3  | 1  | 1  | 5      |
| 4         | Canada        | 3  | 0  | 2  | 5      |
| 5         | Australia     | 2  | 3  | 1  | 6      |
| 6         | Danimarca     | 2  | 0  | 0  | 2      |
| 7         | Gran Bretagna | 1  | 4  | 1  | 6      |
| 8         | Romania       | 1  | 1  | 2  | 4      |
| 9         | Francia       | 1  | 0  | 1  | 2      |
| 10        | Cina          | 1  | 0  | 0  | 1      |
| 10        | Norvegia      | 1  | 0  | 0  | 1      |
| 10        | Nuova Zelanda | 1  | 0  | 0  | 1      |
| 10        | Bulgaria      | 1  | 0  | 0  | 1      |
| 14        | Paesi Bassi   | 0  | 3  | 0  | 3      |
| 15        | Bielorussia   | 0  | 2  | 1  | 3      |
| 16        | Croazia       | 0  | 2  | 0  | 2      |
| 17        | Polonia       | 0  | 1  | 1  | 2      |
| 17        | Rep. Ceca     | 0  | 1  | 1  | 2      |
| 19        | Sudafrica     | 0  | 0  | 1  | 1      |
| 19        | Grecia        | 0  | 0  | 1  | 1      |
| 19        | Slovenia      | 0  | 0  | 1  | 1      |
| 19        | Ungheria      | 0  | 0  | 1  | 1      |
| 19        | Irlanda       | 0  | 0  | 1  | 1      |
| Totale    | Totale        | 24 | 24 | 24 | 72     |

## Podi

### Maschili
| Evento | Oro | Perform. | Argento | Perform. | Bronzo | Perform. |
| M1x    | Norvegia Olaf Tufte | 6:46.15  | Germania Marcel Hacker | 6:47.47  | Slovenia Iztok Čop | 6:48.31  |
| M2x    | Francia Sebastien Vieilledent (b) Adrien Hardy (s) | 6:13.93  | Italia Rossano Galtarossa (b) Alessio Sartori (s) | 6:15.65  | Rep. Ceca Milan Dolecek (b) Ondřej Synek (s) | 6:16.59  |
| M4x    | Germania Andre Willms (b) Stephan Volkert (2) Marco Geisler (3) Robert Sens (s)                                                                                                  | 6:12.26  | Rep. Ceca David Kopriva (b) Petr Vitasek (2) Jakub Hanák (3) David Jirka (s) | 6:15.59  | Polonia Adam Bronikowski (b) Marek Kolbowicz (2) Slawomir Kruszkowski (3) Adam Korol (s)                                                                                              | 6:18.80  |
| M2-    | Australia Drew Ginn (b) James Tompkins (s) | 6:19.31  | Croazia Siniša Skelin (b) Nikša Skelin (s) | 6:20.79  | Sudafrica Ramon Di Clemente (b) Donovan Cech (s) | 6:21.69  |
| M4-    | Canada Cameron Baerg (b) Tom Herschmiller (2) Jake Wetzel (3) Barney Williams (s)                                                                                                | 5:52.91  | Gran Bretagna Steve Williams (b) Josh West (2) Toby Garbet (3) Rick Dunn (s) | 5:53.54  | Germania Sebastian Thorman (b) Paul Dienstbach (2) Philipp Stueer (3) Bernd Heidicker (s)                                                                                             | 5:55.13  |
| M2+    | Stati Uniti Matt Rich (b) Daniel Beery (s) Andrew Kelly (c) | 7:10.11  | Australia Luke Pougnault (b) Jonatan Fievez (s) Marc Douez (c) | 7:13.13  | Canada Kevin Burt (b) Geoff Hodgson (s) Brian Price (c) | 7:20.23  |
| M4+    | Stati Uniti Brian McDonough (b) Matt Deakin (2) Jason Flickinger (3) Lucas Mc Gee (s) Marcus Mc Elhenney (c)                                                                     | 6:04.68  | Gran Bretagna James Livingston (b) Richard Egington (2) Kieran West (3) Tom Stallard (s) Peter Rudge (c)                                                                              | 6:05.82  | Germania Arne Landgraf (b) Matthias Flach (2) Jan Martin Broeer (3) Klaus Rogge (s) Stefan Lier (c)                                                                                   | 6:08.90  |
| M8+    | Canada Joe Stankevicius (b) Kevin Light (2) Ben Rutledge (3) Kyle Hamilton (4) David Calder (5) Andrew Hoskins (6) Adam Kreek (7) Jeff Powell (s) Brian Price (c)                | 6:00.44  | Stati Uniti Ryan Torgerson (b) Jonathan Watling (2) Michael Wherley (3) Wolfgang Moser (4) Bryan Volpenhein (5) Jeff Klepacki (6) Joseph Hansen (7) Jason Read (s) Pete Cipollone (c) | 6:01.46  | Gran Bretagna Alex Partridge (b) Dan Ouseley (2) Jonno Devlin (3) Andrew Triggs Hodge (4) Josh West (5) Ed Coode (6) Robin Bourne-Taylor (7) Tom James (s) Christian Cormack (c)      | 6:03.45  |
| LM1x   | Italia Stefano Basalini | 6:59.65  | Gran Bretagna Tom Kay | 7:02.12  | Germania Peter Ording | 7:05.36  |
| LM2x   | Italia Elia Luini (b) Leonardo Pettinari (s) | 6:30.60  | Polonia Tomasz Kucharski (b) Robert Sycz (s) | 6:33.12  | Irlanda Sam Lynch (b) Gearoid Towey (s) | 6:35.90  |
| LM4x   | Italia Emanuele Federici (b) Daniele Gilardoni (2) Luca Moncada (3) Filippo Mannucci (s)                                                                                         | 6:07.10  | Australia Deon Birtwitlse (b) Michael Mikey McBryde (2) Shane Broad (3) Samuel Beltz (s)                                                                                              | 6:09.36  | Germania Joerg LEhnigk (b) Matthias Schoemann-Finck (2) Nils Ipsen (3) Jens Wittwer (s)                                                                                               | 6:10.88  |
| LM2-   | Danimarca Bo Helleberg (b) Mads Kruse Andersen (s) | 6:35.73  | Germania Frank Mager (b) Christian Gerlach (s) | 6:37.36  | Stati Uniti Simon Carcagno (b) Michael Mike Altman (s) | 6:41.05  |
| LM4-   | Danimarca Thor Kristensen (b) Thomas Ebert (2) Stephan Mølvig (3) Eskild Ebbesen (s)                                                                                             | 6:10.46  | Paesi Bassi Gerard van der Linden (b) Ivo Snijders (2) Karel Dormans (3) Joeri De Groot (s)                                                                                           | 6:12.24  | Italia Lorenzo Bertini (b) Catello Amarante I (2) Salvatore Amitrano (3) Bruno Mascarenhas (s)                                                                                        | 6:13.04  |
| LM8+   | Germania Bastian Seibt (b) Martin Raeder (2) Joachim Drews (3) Martin Hasse (4) Carsten Borchardt (5) Birger Schmidt (6) Matthias Hobein (7) Christian Dahlke (s) Olaf Kaska (c) | 6:41.43  | Stati Uniti Thomas Paradiso (b) Eric Feins (2) Patrick Todd (3) Andrew Bolton (4) William Fedyna (5) John Wall (6) Angus Maclaurin (7) John Wachter III (s) Joseph Finelli (c)        | 5:43.95  | Francia Vincent Faucheux (b) Fabien Dagada (2) Remi Le Flohic (3) Damien Margat (4) Alexis Saitta (5) Franck Bussiere (6) Nicolas Planque (7) Jerome Bandiera (s) Nicolas Majerus (c) | 6:03.45  |

### Femminili
| Evento | Oro                                               | Perform. | Argento                                  | Perform. | Bronzo                                     | Perform. |
| W1x    | Bulgaria Rumyana Neykova                          | 7:18.12  | Germania Katrin Rutschow                 | 7:21.44  | Bielorussia Ekaterina Karsten-Khodotovitch | 7:23.30  |
| W2x    | Nuova Zelanda                                     | 6:45.79  | Germania                                 | 6:47.57  | Russia                                     | 6:49.50  |
| W4x    | Australia                                         | 6:46.52  | Bielorussia                              | 6:48.87  | Germania                                   | 6:49.34  |
| W2-    | Gran Bretagna Katherine Grainger Catherine Bishop | 7:04.88  | Bielorussia Julija Bičyk Natallja Helach | 7:05.89  | Romania Georgeta Damian Viorica Susanu     | 7:06.16  |
| W4-    | Stati Uniti                                       | 6:53.08  | Paesi Bassi                              | 6:54.42  | Germania                                   | 6:56.36  |
| W8+    | Germania                                          | 6:41.23  | Romania                                  | 6:44.63  | Canada                                     | 6:45.53  |
| LW1x   | Canada Fiona Milne                                | 7:52.87  | Croazia Mirna Rajle Brođanac             | 7:54.49  | Germania Janet Raduenzel                   | 7:56.53  |
| LW2x   | Germania                                          | 7:14.55  | Australia                                | 7:17.28  | Romania                                    | 7:18.24  |
| LW4x   | Cina                                              | 6:36.43  | Paesi Bassi                              | 6:40.95  | Australia                                  | 6:42.02  |
| LW2-   | Romania                                           | 7:30.26  | Gran Bretagna                            | 7:32.53  | Grecia                                     | 7:34.50  |